# Trédrez-Locquémeau
Trédrez-Locquémeau är en kommun i departementet Côtes-d'Armor i regionen Bretagne i nordvästra Frankrike. Kommunen ligger i kantonen Plestin-les-Grèves som tillhör arrondissementet Lannion. År 2022 hade Trédrez-Locquémeau 1 468 invånare.

## Befolkningsutveckling
Antalet invånare i kommunen Trédrez-Locquémeau
Referens:INSEE